# Мирјана Стефановић
Мирјана Стефановић (Ниш, 24. октобар 1939 — Београд, 10. август 2021) била је српска књижевница.

## Биографија
Живела је у Нишу, Косанчићу и Новом Саду, а од 1951. у Београду. Школовала се у Новом Саду, Београду и Делхију, Индија. Магистар је енглеске књижевности. Године 1966—1967. радила као новинар сарадник на Трећем програму Радио-Београда, а од 1967. до 1973. била новинар редактор у Дечијој редакцији Радија. Од 1974. до 1991. уредница у издавачкој кући Нолит.
Основала и шеснаест година водила библиотеку Распуст у којој је објавила преко педесет књига за младе изабраних из светске и домаће књижевности. Учествовала у уређивању савремене поезије и била уредница библиотеке Занимљива наука. Била је главна уредница едиције Прва књига Матице српске (1974-1979) и члан редакције Летописа Матице Српске (1982—1983).

## Критика
О њеним су делима афирмативно писали, у листовима, часописима, и у својим књигама угледни српски и југословенски критичари, од Мирослава Егерића 1957. у Студенту, до Јелене Милинковић у интернет часопису Agon 2011. Међу њима су и: Милица Николић, Петар Џаџић, Милош И. Бандић, Предраг Палавестра, Миодраг Протић, Богдан А. Поповић, Божо Вукадиновић, Света Лукић, Вук Крњевић, Станиша Тутњевић, Драшко Ређеп, Срба Игњатовић, Бојана Стојановић Пантовић, Јовица Аћин, Васа Павковић, Саша Радојчић, Стеван Тонтић, Владимир Миларић, Јован Љуштановић, Јанез Ротар, Франци Загоричник, Нико Графенауер, Вјеран Зупа, Бранко Бошњак, Енвер Казаз.

## Награде
- Награда Новосадске Трибине младих за рукопис књиге Одломци измишљеног дневника 1959.
- Награда „Невен” за Влатка Пиџулу, најбоља књига за децу у Србији, 1962.
- Награда Политикиног забавника за Секино сеоце, најбоља књига за децу у Југославији, 1994.
- Награда Змајевих дечјих игара за изузетан стваралачки допринос књижевности за децу, 1995.
- Награда Pro Femina за књигу песама Помрачење 1997.
- Награда „Десанка Максимовић”, за целокупно песничко дело и допринос српској поезији, 2010. Поводом доделе ове награде одржан је научни скуп о песништву лауреаткиње, а текстови са тог скупа објављени су у зборнику Поезија Мирјане Стефановић, Задужбина Десанка Максимовић, Београд 2012.
- Златни кључић Смедерева, за животно дело у области дечије књижевности 2011.
- Златно Гашино перо, награда за животно дело и "допринос ведром духу детињства", Лазаревац 2012.
- Награда „Босански стећак”, коју додељује жири Међународне књижевне манифестације Сарајевски дани поезије, 2013. Прва је жена добитница ове угледне међународне награде чији су лауреати и Тадеуш Ружевич, Кристофер Мерил, Чарлс Симић, Мирко Ковач, Луко Паљетак...
- Повеља Змајевих дечијих игара, за изузетан допринос књижевности за децу, 2017.
- Награда „Милица Стојадиновић Српкиња”, за књигу песама Трап, 2019.

## Дела

### Књиге за одрасле
- Волети, песме, Матица Српска, Нови Сад 1960
- Одломци измишљеног дневника, проза, Матица Српска, Нови Сад 1961
- Пролеће на Теразијама, песме, Просвета, Београд 1967
- Индиго, песме, Нолит, Београд 1973
- Радни дан, песме, Матица Српска, Нови Сад 1979
- Саветник, проза, БИГЗ, Београд 1979
- Проширени саветник, проза, Књижевна заједница Новог Сада, Нови Сад 1987
- Помрачење, песме, "Fondi Oryja Pala" Нови Београд-Крањ 1995, друго издање Београдски круг и Центар за антиратну акцију, Београд 1996
- Искисли човек, изабране песме, Нолит, Београд 2003
- О јабуци, проза, Дневник, Нови Сад 2009
- Промаја, изабране и нове песме, Задужбина Десанка Максимовић, Народна библиотека Србије, Београд 2011
- Школа живота, изабране песме, Група 484, Београд 2012
- Одржи пламен, изабране и нове пјесме, Друштво писаца Босне и Херцеговине, Међународна књижевна манифестација "Сарајевски дани поезије", Сарајево 2013
- Трап, Народна библиотека Стефан Првовенчани, Краљево, 2018.

### Књиге за децу
- Влатко Пиџула, песме и приче, Просвета, Београд 1962, друго издање Народна књига Београд, 2007
- Енца са креденца, песме, "Радивој Ћирпанов" Нови Сад 1969, 1975, Веселин Маслеша, Сарајево 1978
- Штрицкалице, приче, БИГЗ, Београд 1972.
- Шта да ради ова фота?, роман, Нолит, Београд 1979, Глас, Бања Лука 1989, Дневник, Нови Сад 2003
- , превод на мађарски романа Шта да ради ова фота?, Форум, Нови Сад 1984
- Другари са репом, четири сликовнице са илустрацијама Марка Крсмановића, Нолит, Београд 1985
- Šola za velike, priče, prevod na slovenački, Mladinska knjiga, Ljubljana 1985
- Чудо до чуда, приче, Вук Караџић, Београд 1986
- Секино сеоце, роман, ИП Гинко,Ginis Yu, Београд 1994
- Златне рибице, песме и приче, Матица Српска, Нови Сад 1994
- О Угљеши, песме, Просвета, Београд 1996, ауторско издање, Београд 2000
- Школа испод стола, песме и приче, Портал, Београд 2004
- Први пољубац, изабране игре за децу, Bookland, Београд 2010
- Сомот и свила, изабране песме и приче, "Смедеревска песничка јесен", Смедерево 2011
- Са Катарином Граната-Савић приредила књигу "Моја мајка - писци говоре о својим мајкама", Змајеве дечије игре, Нови Сад 2007

### Драмски радови
- Лећи на руду, тв драма, ТВ Београд, 1968
- Бели зечеви, тв драма, ТВ Београд, 1970
- Какав дан, тв драма, ТВ Београд, 1979
- Пролеће живота, тв драма, ТВ Београд, 1980
- Чинити чин, експеримент у језику, композитор Душан Радић, Трећи програм Радио-Београда, 1965
- Урликологија, радио-драма, Трећи програм Радио-Београда, 1968
- Цецилија од Цимберије, позоришна игра за децу, Театар Бошко Буха, Београд 1969

Радио-Београд и друге југословенске радио-станице емитовале су више њених радио-игара за децу од којих су изабране објављене у књизи Први пољубац.

### Преводи
Са енглеског је превела индијске романе
- Такажи Шивашанкара Пилаи : Рачићи, Нолит, Београд 1966
- Балачандра Раџан : Тамни играч, Просвета, Београд 1977.

### Антологије и панораме
Песме и приче Мирјане Стефановић уврштене су у осамдесетак антологија и панорама на српском и другим језицима.
Међу њима су и :
- Света Лукић, Вук Крњевић : Послератни српски песници, Нолит, Београд 1970.
- Стеван Радовановић, Слободан Радаковић : Српске песникиње од Јефимије до данас, Слово љубве, Београд 1972
- Милован Витезовић : Антологија савремене српске сатиричне приче, Јеж, Београд 1980
- Вук Крњевић : Med resničostjo in snom, antologija srbske poezije XX stoletja, Цанкарјева заложба, Љубљана 1984
- Стеван Тонтић : Модерно српско пјесништво - велика књига модерне српске поезије од Лазе Костића до данас, Свјетлост, Сарајево 1991
- Гане Тодоровски и Паскал Гилевски : Српската поезија во XIX и XX век, Скопје 2000
- Радмила Лазић : Мачке не иду у рај - антологија савремене женске поезије, К.В.С., Београд 2000
- Бојана Стојановић Пантовић : Српске прозаиде - антологија српских песама у прози, Нолит, Београд 2001
- Бојана Стојановић Пантовић : Неболомство, панорама српског песништва краја ХХ века, Durieux, Загреб 2006
- Часлав Ђорђевић : Српски сонет, Службени гласник, Београд 2009
- Бранко Матан : Повијест у стиховима, Гордоган, Загреб 2009
- Ивана Максић, Предраг Милојевић : До зуба у времену, Presing, Младеновац-Београд 2014
- Божо Копривица и Лазар Ристовски : Антологија љубавне позије српске, Zillon film, Београд 2012
- Бора Ћосић : Дечја поезија српска, едиција Српска књижевност у сто књига, Матица Српска Нови Сад, Српска књижевна задруга, Београд 1965
- Владимир Миларић : Зелени брегови детињстсва, "Радивој Ћирпанов", Нови Сад 1970, 1977
- Звонимир Балог : Златна књига свјетске поезије за дјецу, Накладни завод Матице хрватске, Загреб 1975
- Niko Grafenauer : Pa mi verjamete, izbor jugoslovanskega modernega pesništva za mladino, Mladinska knjiga, Ljubljana 1980.
- Леонид Јахнин : Двенадцат слонов, Детска литература, Москва 1983
- Владимир Миларић : Roža čudotvorna, antologija sodobnega jugoslovanskega pesništva za otroke, Mladinska кnjiga, Ljubljana 1985.
- Драган Лакићевић : Антологија српске поезије за децу, Bookland, Београд 1995
- Милован Витезовић : Антологија светске поезије за децу, Дерета, Београд 2001
- Раша Попов : Сто најлепших песама за децу, YU marketing press, Београд 2002
- Поп Д. Ђурђев : Два алава лава, лудотека савремене српске поезије за децу, Дневник, Нови Сад 2003
- Раша Попов, Поп Д. Ђурђев :  Всичко, което растне би искало да пее - антологија српске дечје поезије на бугарском, Змајеве дечје игре, Нови Сад - Ниш 2006
- Перо Зубац : С оне стране дуге - антологија српског песништва за децу, Media Invest, Нови Сад, Српска књига, Рума, 2006

## Галерија
- Фотографија књижевнице у младости
- Фотографија књижевнице у младости
- Фотографија књижевнице у младости